# Istanbul Challenger 1994
L'Istanbul Challenger 1994 è stato un torneo di tennis facente parte della categoria ATP Challenger Series nell'ambito dell'ATP Challenger Series 1994. Il torneo si è giocato a Istanbul in Turchia dal 1 al 7 agosto 1994 su campi in cemento.

## Vincitori

### Singolare
Markus Zoecke ha battuto in finale  Guillaume Raoux con il punteggio di 6–7, 6–4, 6–2.

### Doppio
Alex Antonitsch /  Alexander Mronz hanno battuto in finale  Bent-Ove Pedersen /  Olli Rahnasto con il punteggio di 6–3, 6–4.